# Miami Orange Bowl

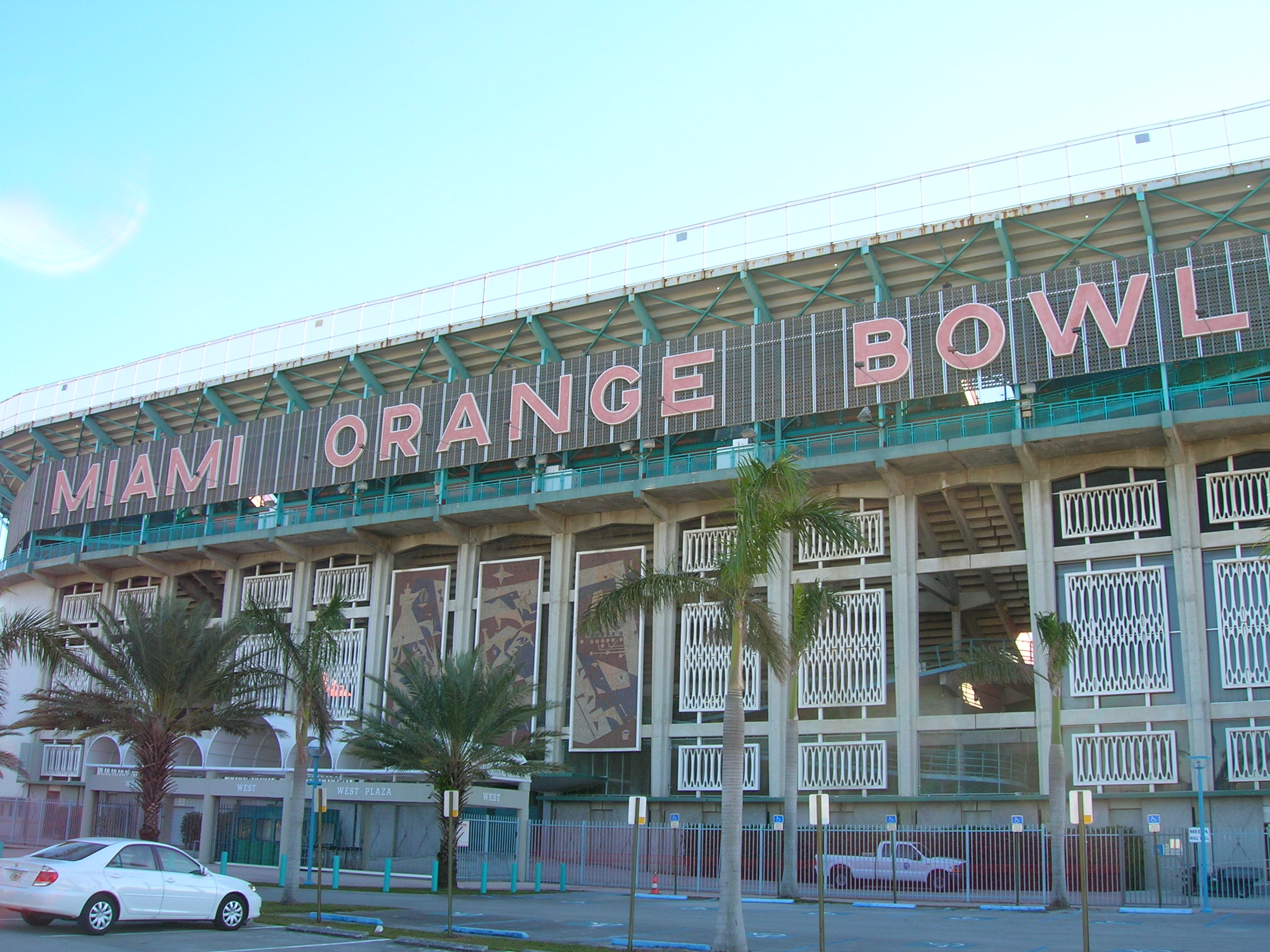
Orange Bowl

Orange Bowl, tidigare Burdine Stadium, var en utomhusidrottsarena i Miami i Florida. Den byggdes 1936-1937 och användes fram till 2008, då den revs. Den var hemarena för Miami Hurricanes collegelag i amerikansk fotboll, och det professionella laget i 21 säsonger innan Sun Life Stadium stod klar 1987. Super Bowl har spelats på Orange Bowl 5 gånger: 1968 (Super Bowl II), 1969 (III), 1971 (V), 1976 (X) och 1981 (XIII).
Under 1960- och 1970-talen fanns tidsvis en vattentank med en delfin i den östra, öppna änden av arenan. Delfinen gjorde konster när lagen fick poäng. Denna delfin refereras i filmen Den galopperande detektiven, där den blir kidnappad.

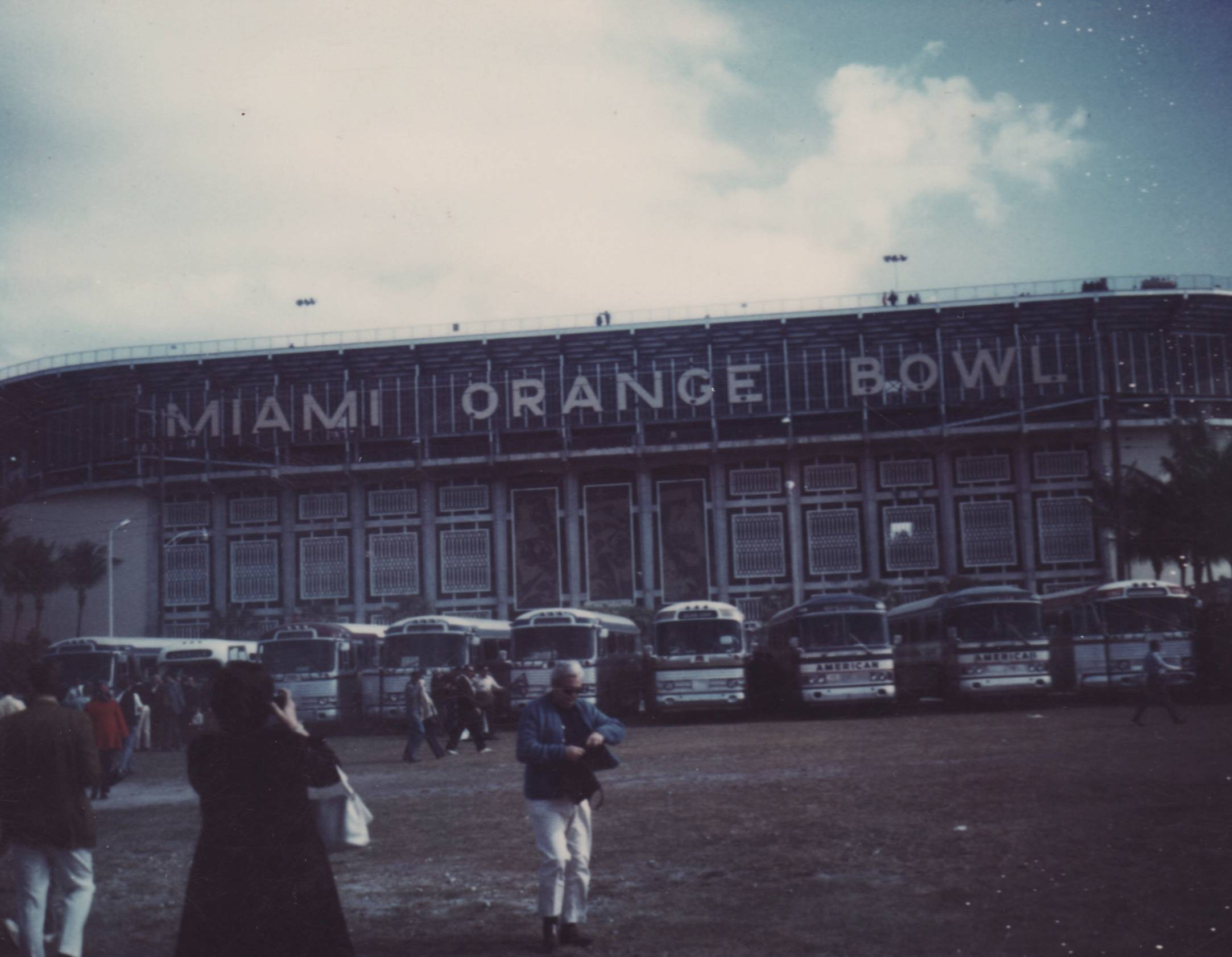
Orange Bowl under Super Bowl V.

Det ursprungliga namnet Burdine Stadium byttes 1959 till Miami Orange Bowl efter Orange Bowl, som spelades på arenan 1938-1995, samt 1999.
Miami Orange Bowl revs 2008. På platsen byggdes Marlins Park, hemarena för Miami Marlins.